# Veikko Peräsalo
Veikko Peräsalo (né le 1er février 1912 à Ilmajoki et mort le 25 août 1992 à Jyväskylä) est un athlète finlandais, spécialiste du saut en hauteur. 

## Biographie
Il remporte la médaille de bronze du saut en hauteur lors des premiers championnats d'Europe d'athlétisme, en 1934 à Turin, établissant la meilleure marque de sa carrière avec 1,97 m.
Il se classe douzième des Jeux olympiques de 1936.

### Palmarès
| Date | Compétition           | Lieu  | Résultat | Épreuve         | Performance |
| ---- | --------------------- | ----- | -------- | --------------- | ----------- |
| 1934 | Championnats d'Europe | Turin | 3e       | Saut en hauteur | 1,97 m      |

### Records
| Épreuve         | Performance | Lieu  | Date             |
| --------------- | ----------- | ----- | ---------------- |
| Saut en hauteur | 1,97 m      | Turin | 7 septembre 1934 |